# Jordi, emperador de Trebisonda
Jordi Comnè, fou el sisè emperador de Trebisonda. El seu regnat es considera que va del 1266 al 1280. Hi ha indicis per pensar que el títol d'emperador el va tenir tan sols de forma nominal i alguns autors pensen que durant tot el seu regnat va ser rebaixat a emprar el títol de dèspota, probablement per una ofensa comesa contra Abaqa, el kan al qual devia vassallatge l'Imperi de Trebisonda en aquella època. Era el fill gran de Manuel I i de la seva tercera esposa Irene Siriquenos. Va succeir el seu mig germà Andrònic el 1266 i va morir quatre anys després d'acabat el seu regnat.

## Regnat
Els detalls dels assumptes interns del seu regnat són escassos. Més enllà de la durada del seu regnat, tot el que es pot llegir en la Crònica de Miquel Panàret és que "va ser traït pels seus funcionaris a la muntanya de Taurezion i fet presoner al juny [del 1280]". Per altra banda hi ha tres cròniques armènies diferents que asseguren que Jordi va morir assassinat per Abaqa, el kan de l'Il-kanat, juntament amb l'atabeg de Lorí, i que encara era ben viu el 1284, quan va tornar a Trebisonda i va intentar de recuperar el seu tron durant el regnat del seu germà Joan II, època en què Panàret afirma que se'l coneixia amb el sobrenom de "el Vagabund".

### Política interna
Segons els estudis de Michel Kuršanskis, l'ambaixada que Manuel I va enviar el 1253 al rei Lluís IX de França, que estava per aquella època a Sidó, per cercar una esposa, va ser l'acte d'un vidu. Aquest fer serveix a Kuršanskis de punt de partida per arribar a la conclusió que el matrimoni entre el pare de Jordi Comnè i la seva mare, Irene Syrikaina, va tenir lloc aquell any, per tant es pot deduir que Jordi no tindria més de 13 anys quan fou coronat, en successió del seu germà Andrònic II Comnè el 1266. És probable, doncs, que durant els primers anys del seu regnat el govern estigués en mans d'un regent de més edat.

### Política externa
Els detalls sobre la seva política exterior són, en comparació, més abundants. El seu rival en les aspiracions a ocupar el tron de l'Imperi Romà d'Orient, Miquel VIII Paleòleg, va cedir a la proposta del papa i dels reis europeus d'unir l'Església Catòlica i l'Església Ortodoxa, decisió que va quedar per escrit en el Concili de Lió II de l'any 1274; això va fer que Jordi Comnè fou vist com el defensor de la facció contrària a la unió.
Jordi va estar amenaçat per Pervâne, que controlava el territori des de Sinope a l'oest de Samtskhé (Geòrgia) fins a l'est; Imerècia també era una amenaça potencial, i el seu governant, David VI de Geòrgia es va casar amb una de les filles de Miquel Paleòleg el 1267. L'emperador romà d'Orient havia establert també aliança amb l'Il-kanat per mitjà del matrimoni d'una altra filla amb el kan Abaqa. Tot plegat va fer que Jordi Comnè es veiés forçat a negociar amb els enemics de Miquel Paleòleg. Carles I d'Anjou, rei de Nàpols, probablement l'any 1266 o 1267, es va comunicar per carta amb Jordi Comnè; la resposta es desconeix. El protonotari Ogerius va informar al papa Nicolau III que Jordi estava amoïnat per la unió eclesiàstica que l'emperador romà d'Orient havia acordat. La diferència essencial entre ambdós governants era que mentre Miquel obligava els seus súbdits a una unió que molts no volien i fent això era vist com un heretge, Jordi escoltava les queixes dels antiunionstes i els acollia al seu regne, sent el defensor de l'ortodòxia.
En els Annals del bisbe Esteve consta que Jordi Comnè va tenir una filla que es va casar amb un home de la noblesa georgiana. Una altra possible filla (o germana) es va casar amb el rei Demetri II de Geòrgia.

## La traïció a Taurezion
L'únic text que esmenta la traïció a la muntanya de Taurezion és el de Miquel Panàret, però no es coneix cap relleu muntanyós amb aquest nom. S'han suggerit diverses explicacions, una d'elles diu que podria ser un lloc a les Muntanyes del Taure, que estan al sud de Trebisonda, o potser es referia a Taroutza, a l'est d'Anatòlia. Bryer, tot i que accepta que no es pot establir cap lloc amb certesa, creu que podria haver un altre possible lloc: Tabriz, que en aquell temps es pronunciava de forma semblant a Taurezion, i que en idioma armeni es troba escrit de dues formes diferents segons la pronúncia de la zona T'awrez i Davrez; aquesta mateixa ciutat en el llibre de Marco Polo és anomenada "Tauris", i un bisbe siri es va referir a ella el 1277 amb la forma "Taurezium".
Pel que fa a la forma com va ser traït, hi ha almenys dues hipòtesis. Per una banda, George Finlay i William Miller ho interpreten en el sentit que va ser capturat en batalla, explicació que ha estat secundada per altres historiadors. Per altra banda, Anthony Bryer va publicar un article argumentant que calia interpretar-ho en el sentit que Jordi Comnè va ser traït pels governadors del kan Abaqa en una muntanya propera a Tabriz, on Abaqa estava residint l'estiu del 1280. Altres acadèmics, com ara Michel Kuršanskis, han donat per bona la interpretació de Bryer.
Bryer encara va més enllà en les seves deduccions: no hi ha cap prova que demostri que Jordi Comnè arribés a assumir el títol d'emperador (en grec, Βασιλεύς, basileus), però sí que n'hi ha que el seu pare Manuel I el tingués aquest títol abans que ell i també el seu germà Joan II després d'ell. No hi ha monedes de plata amb el seu nom, tot i que se'n van encunyar un gran nombre durant el regnat del seu pare (més de 200 tipus diferents d'aspers); Bryer creu que les monedes que es van encunyar durant el seu regnat seguien portant el nom del seu pare. En una moneda de coure de la seva època porta la inscripció Μέγας Κομνηνός (El Gran Comnè), mentre que en una altra està la paraula δεσπότης («dèspota»), un títol que substitueix el d'emperador, però que s'emprava per a dignitats inferiors. I encara més estrany, està el fet que és l'únic governant que a la Crònica de Panàret que no porta el sobrenom de Gran Comnè, i tampoc es refereix a la seva mare Irene Syrikaina com la "despoina". És possible que Abaqa li denegués el dret a emprar el tractament de Gran Comnè i es veié obligat a emprar el títol de dèspota en un dels tipus de moneda, a més de negar-li el dret a encunyar monedes de plata.
Per explicar la contradicció entre les cròniques armènies que diuen que era rei el 1284, quatre anys més del que diu Panàret, Bryer opina que no devia ser cap impostor el qui consta com a governant de Trebisonda l'any 1284, perquè no és gens probable que Joan II li negués el reconeixement al seu germà. Bryer suggereix que per, diverses raons, Abaqa el va rellevar del seu càrrec i el va empresonar, i a la mort d'aquest l'1 d'abril del 1282, Jordi fou alliberat. Llavors va anar a visitar el seu gendre Demetri i des de Geòrgia va fer un atac per recuperar el tron de Trebisonda el 1284, però poc després va ser rebutjat pels mateixos que l'havien traït quatre anys abans.